# Salle de cinéma pour adultes

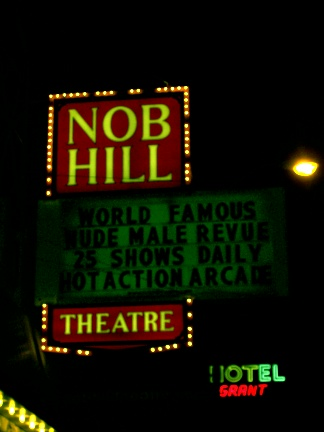
Le Nob Hill, salle située dans le quartier du même nom, à San Francisco.

Une salle de cinéma pour adultes (ou un cinéma pour adultes, ou un cinéma pornographique) est une salle de cinéma où des films pornographiques sont montrés à un public de spectateurs majeurs (l'âge requis dans la plupart des pays est de 18 ans minimum). Il s'agit habituellement de diffusions en continu (les gens peuvent entrer et sortir quand ils veulent). Les affiches des films à l'entrée des salles ne présentent normalement pas de nudité.

## Clients
Les salles de cinéma pour adultes montrent des films pornographiques destinés principalement soit à un public hétérosexuel ou homosexuel.  La grande majorité des clients sont des hommes. Le cas échéant, certaines salles peuvent permettre aux spectateurs masculins de se livrer à des rencontres homosexuelles anonymes.
Les règles pour le client sont généralement moins strictes que dans les salles de cinéma normales en ce qui concerne la nudité partielle ou complète et la masturbation ou le sexe en public, de tels comportements peuvent même être tolérés explicitement ou non par la direction. De tels comportements peuvent être ou ne pas être légaux, et si ce n'est pas le cas, peuvent être ou ne pas être tolérés par une application de la loi locale,. Certaines salles peuvent aussi inclure un strip-tease ou un sex-show entre les films.
Avant l'arrivée du magnétoscope et, plus tard, d'Internet, un cinéma était souvent le seul lieu où les gens pouvaient voir des films adultes « hard ». À partir des années 1980, la possibilité de voir ces films dans un cadre privé a entraîné le déclin des salles de cinéma pornographiques, qui ont progressivement disparu dans la plupart des pays.